# Reggenza di Cirebon
La Reggenza di Cirebon (Kabupaten Cirebon in indonesiano, ꦏꦧꦸꦥꦠꦺꦤ꧀ꦕꦶꦫꦺꦧꦺꦴꦤ꧀ in Hanacaraka) è una reggenza (kabupaten) dell'Indonesia situata nella provincia di Giava Occidentale.

## Etimologia
Essendo ai confini delle regioni culturali sundanesi (come il Giava occidentale) e giavanesi (ad esempio il Giava centrale), molti residenti di Cirebon parlano un dialetto misto tra sundanese e giavanese, noto come Jawareh, e si ritiene che il termine "Cirebon" dal termine giavanese caruban, ovvero "mixed", in riferimento al fatto che la città è un insieme tra elementi culturali giavanesi, sundanesi, cinesi e arabi. In alternativa, potrebbe derivare dal termine sunadese ci ("acqua" o "fiume") e Rebon ("gamberetto") (effettivamente, la produzione principale della città è pescatrice, soprattutto per i gamberetti).

## Storia
Stando al manoscritto Purwaka Caruban Nagari, nel XV secolo, Cirebon partì come un piccolo villaggio pescatore di nome Muara Jati, il cui porto, però, già attraeva non pochi commercianti stranieri. Il porto era allora governato da Ki Gedeng Alang-Alang, nominato come tale dal re del regno di Galuh, situato nell'entroterra di Kawali, nella reggenza di Ciamis, che spostò il porto a Lemahwungkuk, a 5 a sud di lì. come nuovo capo dell'insediamento, Ki Gedeng Alang-Alang ricevette il titolo di "Kuwu Cerbon" (capo villaggio di Cerbon).
Venne poi, nel XV secolo, il principe Walangsungsang del regno di Sunda, convertitosi all'Islam, che fu nominato adipati (duca) di Cirebon con il titolo Cakrabumi. Egli fondò il nuovo regno e dichiarò la sua indipendenza da Sunda e Galuh, segnando il primo governo islamico sul Giava occidentale, che crebbe da un modesto villaggio di pescatori a un fiorente porto della costa settentrionale di Giava. Cirebon crebbe come uno dei sultanati indipendenti sotto il sovrano Sunan Gunungjati, nel primo XVI secolo.
Dopo il crollo del regno di Sunda, i sultanati di Banten e Mataram si contesero il controllo di Cirebon, che si alleò col Sultano Agung di Mataram. Più tardi, però, suo nipote Amangkurat II cedette la città agli olandesi nel 1677. Fu poi firmato un trattato nel 1705 che vide l'area di Cirebon ad est del fiume Cisanggarung diventare un protettorato olandese, amministrato da tre sultani uniti le cui corti furono rivali di quelli di Giava centrale. In seguito, le autorità olandesi stabilirono la residenza di Cirebon (Residentie Tjirebon), composta dall'odierna Cirebon, da Indramayu e da Kuningan.
Durante il "Sistema Culturale" olandese, il commercio fiorente nelle piantagioni coloniali attrasse molti imprenditori cinesi (di fatto, l'influenza cinese è ancora evidente nei batik per cui Cirebon è famosa). Cirebon subì però una carestia nel 1844, probabilmente causata da una combinazione tra carestia e cambio dall'agricoltura di sussistenza alle piantagioni in vendita, particolarmente di indaco e canna da zucchero.

## Regioni amministrative
Escludendo la città di Cirebon, questa reggenza è divisa in 40 distretti (kecamatan), tutti in lista nel loro censo del 2010:
| Distretto     | Popolazione (censo del 2010) |
| ------------- | ---------------------------- |
| Waled         | 52,659                       |
| Pasaleman     | 24,968                       |
| Ciledug       | 42,174                       |
| Pabuaran      | 33,696                       |
| Losari        | 54,101                       |
| Pabedilan     | 51,475                       |
| Babakan       | 62,312                       |
| Gebang        | 57,605                       |
| Karangsembung | 34,450                       |
| Karangwareng  | 26,563                       |
| Lemahabang    | 50,751                       |
| Susukanlebak  | 37,010                       |
| Sedong        | 39,429                       |
| Astanajapura  | 75,737                       |
| Pangenan      | 43,001                       |
| Mundu         | 73,591                       |
| Beber         | 36,521                       |
| Greged        | 51,073                       |
| Talun         | 62,819                       |
| Sumber        | 80,959                       |
| Dukupuntang   | 60,356                       |
| Palimanan     | 55,609                       |
| Plumbon       | 73,416                       |
| Depok         | 57,071                       |
| Weru          | 64,213                       |
| Plered        | 51,092                       |
| Tengah Tani   | 39,381                       |
| Kedawung      | 62,245                       |
| Gunungjati    | 77,918                       |
| Kapetakan     | 51,601                       |
| Suranenggala  | 41,386                       |
| Klangenan     | 51,028                       |
| Jamblang      | 35,240                       |
| Arjawinangun  | 62,813                       |
| Panguragan    | 42,637                       |
| Ciwaringin    | 38,096                       |
| Gempol        | 43,266                       |
| Susukan       | 62,329                       |
| Gegesik       | 69,598                       |
| Kaliwedi      | 35,996                       |